# Werner Arber
Werner Arber (* 3. června 1929 Gränichen) je švýcarský mikrobiolog a genetik.
Roku 1978 obdržel spolu s Danielem Nathansem a Hamiltonem O. Smithem Nobelovu cenu za fyziologii a medicínu za „objev restrikčních endonukleáz a řady způsobů jejich využití v molekulární genetice“. Je členem Papežské akademie věd (od 1981) a Národní akademie věd Spojených států. Roku 2011 se stal jako první protestant předsedou Papežské akademie věd.